# Frottola
Frottola – pieśń strofkowa o treści miłosnej lub satyrycznej, popularna we Włoszech w XV i XVI wieku.
Najczęściej była 3- lub 4-głosowa, z linią melodyczną umieszczoną w najwyższym głosie. Śpiewano ją z towarzyszeniem 2 lub 3 instrumentów, stanowiących jej harmoniczne dopełnienie.
Zasadniczo frottola jest zbiorczym określeniem różnych form poetyckich, w związku z tym można mówić o rozmaitych podgatunkach słowno-muzycznych jak barzeletta, canzona, strambotto, oda, capitolo, sonet, villota, canto carnascialesco, giustiniana i innych.
Miejscem powstania właściwej frottoli była Mantua (ok. 1400). Nazwa pochodzi od zbioru Petrucciego (księgi z frottolami wydawane w latach 1504–1514).
Wpływ frottoli widoczny jest we wczesnym madrygale, zwłaszcza u Jakoba Arcadelta, Adriana Willaerta i Philippe’a Verdelota. Fakturę akordową frottoli stosowali m.in. Josquin des Prés, Jacob Obrecht i Heinrich Isaac.
Tą samą nazwą określa się również jeden z gatunków poezji włoskiej, szczególnie popularny od XIV do XVI wieku. Jest to kilkustrofowa pieśń z refrenem, pisana najczęściej siedmiozgłoskowcem (niekiedy jedenastozgłoskowcem) o rymach parzystych. Gatunek ten uprawiał m.in. Francesco Petrarca.